# Krogerup
Krogerup er en gammel hovedgård vest for Humlebæk Kirke. Den nævnes første gang i 1577 og er opstået af flere bøndergårde, der er blevet slået sammen til en hovedgård. Måske er den identisk med et ellers ukendt "KRWWERUP", nævnt i Æbelholt Klosters brevbog fra begyndelsen af 16. århundrede. Krogerup ligger i Humlebæk Sogn i  Fredensborg Kommune. Hovedbygningen er opført i 1772-1776 som et sent eksempel på rokokostilen og ombygget i 1837. Statens Jordlovsudvalg overtog alle jorder i 1942 og Krogerup blev i 1946 til en folkehøjskole.

## Avlsgården
Krogerup Avlsgaard ejes af Miljøministeriet og forpagtes af Aarstiderne A/S og Annette Hartvig Larsen, administrerende direktør i Aarstiderne. Den oprindelige hovedbygning til avlsgården huser Krogerup Højskole. 
Avlsgårdens fire længer huser en række aktiviteter i internetvirksomheden Aarstidernes regi. Virksomhedens kundeservice samt kommunikations- og marketingafdelinger ligger her sammen med datterselskaberne Måltiderne A/S, Aarstiderne Engros A/S og skoleprojektet Haver til Maver. 
Området og herregårdsmarkerne omkring Krogerup, der er et attraktivt udflugtsmål, er omfattet af den såkaldte Kellerisfredning. Krogerup Avlsgaard råder over 80 ha agerjord, der dyrkes økologisk, hvortil kommer 220 ha kommunal forpagtet landbrugsjord. Gården indgår i et driftsfællesskab, der i alt omfatter 1000 ha landbrugsjord og 375 ha skov.

## Historie
Kraagerup har aldrig haft fri hovedgårdstakst. 
Gården tilhørte 1652 Peder Christensen, hvis yngste datter Kirsten Pedersdatter 1656 blev gift med Hans Rostgaard (død 1684), som samme år blev ridefoged i Kronborg Amt. Rostgaard købte medarvingerne ud og blev således gårdens ejer, men Krogerups jorder, for det meste hørende til Ebbekjøbs Gods, skænkede Frederik III ham og hans arvinger 1661 til fri evindelig brug, "ligesom alle andre fri Mænd deres Gaarde og Jordegods her udi Riget friest haver at nyde", på grund af hans fortjenester under svenskekrigen; tillige blev han forvalter over Kronborg Amt og kongelig fiskemester. Ved sit 3. ægteskab 1674 med Dorthe Rhode, enke efter fyrforvalter Peder Jensen Grove til Nellerup, fik han også Anholt. Han deltog i det mislykkelige forsøg på at tilbageerobre Kronborg fra svenskerne. Det sted i Danstrup Hegn tæt ved landevejen, hvor Rostgaard for at vildlede sine forfølgere skød sin hest og kastede sin hat og kappe i vandet, blev siden markeret med en mindesten. Under Hans Rostgaards søn, den bekendte Frederik Rostgaard (død 1745), blev Krogerup plyndret af de svenske, da Karl XII i 1700 gik i land lidt nord for Humlebæk, ved Tibberup Bakke, hvorfor Frederik IV fritog gården for alle slags skatter. 
Frederik Rostgaards datter og arving, Konradine Sophie, var gift med ritmester von der Maase (adlet 1712, død 1728), en søn af den lærde hofpræst dr. Masius, og derved kom Krogerup til sidstnævnte familie. Af sine godser: Krogerup og øerne Sejerø, Nekselø og Anholt oprettede Frederik Rostgaard 8. juni 1741 et stamhus, som hans datters sønnesøn, kammerherre, staldmester Frederik Anthon Adam von der Maase ved bevilling af 10. december 1800 fik tilladelse til at sælge mod at oprette en Fideikommiskapital. Anholt er dog forbleven i familien v. d. Maases besiddelse. 
Krogerup med 26 tønder hartkorn under selve gården og 71 tønder bøndergods solgtes 1804 for 74.000 R. C. til generalinde P. Sehested, født Fabritius de Tengnagel. I 1813 solgtes gården igen af hende, dog kun med 13 tønder bøndergods, for 120.000 R. C. til konferensråd C. Brun, i hvis families besiddelse den senere var, således omkring århundredeskiftet (1900) hofjægermester O. Brun til Sæddingegaard.

## Ejere af Krogerup
- (1577-1613) Henrik Ejlersen
- (1613-1648) Hans Henriksen
- (1648-1652) Niels Jørgensen
- (1652-1656) Peder Christensen Svenske
- (1656-1684) Hans Rostgaard
- (1684-1745) Frederik Hansen Rostgaard
- (1745-1774) Frederik von der Maase
- (1774-1804) Frederik Anthon Adam Frederiksen von der Maase
- (1804-1810) Pouline Sehested
- (1810) Constantin Brun
- (1810-1869) Carl Friderich Balthasar Brun
- (1869-1888) Petrus Friderich Constantin Brun
- (1888-1921) Oscar Brun
- (1921-1939) Ida Charlotte Tesdorpf gift Brun
- (1939-1942) Ida Charlotte Tesdorpfs dødsbo
- (1942-1953) Statens Jordlovsudvalg
- (1953-) D. S. I. Krogerup Højskole (hovedbygningen og parken)
- (1953-) Statens Jordlovsudvalg (avlsgården og jorden)